# Reč (Gostivar)
Reč (makedonsky: Реч) je zaniklá vesnice v Severní Makedonii. Nacházela na území opštiny Gostivar v Položském regionu. Území vesnice spadá pod správu obce Brodec. Vesnici obývali lidé pravoslavného či islámského vyznání, mylně byli označováni za Albánce.

## Historie
V 19. století byla vesnice pod nadvládou Osmanské říše. V roce 1873 byla při sčítání lidu označena za muslimskou a albánskou (ve skutečnosti makedonskou) vesnici s 30 domy a 93 obyvateli.
Podle záznamů Vasila Kančova z roku 1900 zde žilo 140 křesťanů a 150 muslimů.